# KVG 6ZGTW
6ZGTW ist eine ehemalige Baureihe der Kasseler Straßenbahn, die in den Jahren 1966–1967 und 1970 beschafft wurde. Insgesamt besaß die KVG 17 dieser sechsachsigen Gelenkwagen, sie trugen die Betriebsnummern 301–317. Hersteller war Wegmann & Co., die Fahrzeuge wurden unter Verwendung von mechanischen und elektrischen Teilen von Düwag hergestellt. Alle Fahrzeuge sind in Zweirichtungsbauweise. Die Ausmusterung der Gelenktriebwagen erfolgte 1999. Einige Fahrzeuge wurden an die Straßenbahn Gorzów Wielkopolski in Polen abgegeben, zwei Fahrzeuge sind in Kassel erhalten geblieben.

## Technik
Bei den Wagen handelte es sich um zweiteilige 2,1 Meter breite Zweirichtungs-Gelenktriebwagen. Angetrieben waren beim 6ZGTW das erste und das letzte Drehgestell, das mittige Drehgestell unter dem Gelenk lief hingegen antriebslos mit. Die beiden äußeren Drehgestelle wurden jeweils durch Gleichstrommotoren mit 110 kW Leistung angetrieben. Die Wagenkästen waren Stahlkonstruktionen und orientierten sich in ihrer Form an der Gestaltung der Duewag-Gelenktriebwagen. Die Wagen verfügten über vier Doppelfalttüren der Düwag-Bauart je Seite. Stromübertragung erfolgte mithilfe von einem Scherenstromabnehmer. Die Wagen hatten eine einfache 2+1 Reihenbestuhlung mit Stahlrohrstühlen und hölzernen Sitzflächen und Rückenlehnen. Die Seitenscheiben sind im oberen Teil als Ausstellfenster ausgeführt. Zur Fahrgastinformation dienten Liniennummernkästen am Bug und Heck der Fahrzeuge, eine Zielfilmanzeige am Bug sowie Seitenschilderkästen.

## Verbleib
Triebwagen 316 wurde noch einige Jahre als Fahrschulwagen aufbewahrt und befindet sich im Technik-Museum Kassel, Triebwagen 317 wurde zum Schienenpflegezug umgebaut und war so noch bis Anfang 2018 im Einsatz, ehe er im Herbst desselben Jahres ebenfalls an das Technik-Museum abgegeben wurde.
Insgesamt acht Wagen wurden nach Gorzów Wielkopolski abgegeben, wo sie von der dortigen Verkehrsgesellschaft Miejski Zakład Komunikacyjny w Gorzowie Wielkopolskim noch verwendet wurden. Der ehemalige Kassel 306 wurde 2010, der Kassel 312 im Dezember 2017 ausgemustert. Der Rest ist außer Betrieb wegen Streckensanierung. 2011 wurden zwei Wagen gekauft, die in Amsterdam bis 2011 museal erhalten blieben.
- 305: 1999 nach Amsterdam, 2011 nach Gorzów, vorübergehend außer Betrieb wegen Streckensanierung
- 306: 1999 nach Gorzów, 2017 ausgemustert
- 307: 1999 nach Gorzów, vorübergehend außer Betrieb wegen Streckensanierung
- 308: 1999 nach Gorzów, vorübergehend außer Betrieb wegen Streckensanierung
- 309: 1999 nach Gorzów, vorübergehend außer Betrieb wegen Streckensanierung
- 310: 1999 nach Amsterdam, 2011 nach Gorzów, außer Betrieb wegen Streckensanierung
- 311: 1999 nach Gorzów, vorübergehend außer Betrieb wegen Streckensanierung
- 312: 1999 nach Gorzów, Ersatzteilspender
- 313: 1999 nach Gorzów, vorübergehend außer Betrieb wegen Streckensanierung
- 314: 1999 nach Gorzów, vorübergehend außer Betrieb wegen Streckensanierung

## Fotogalerie

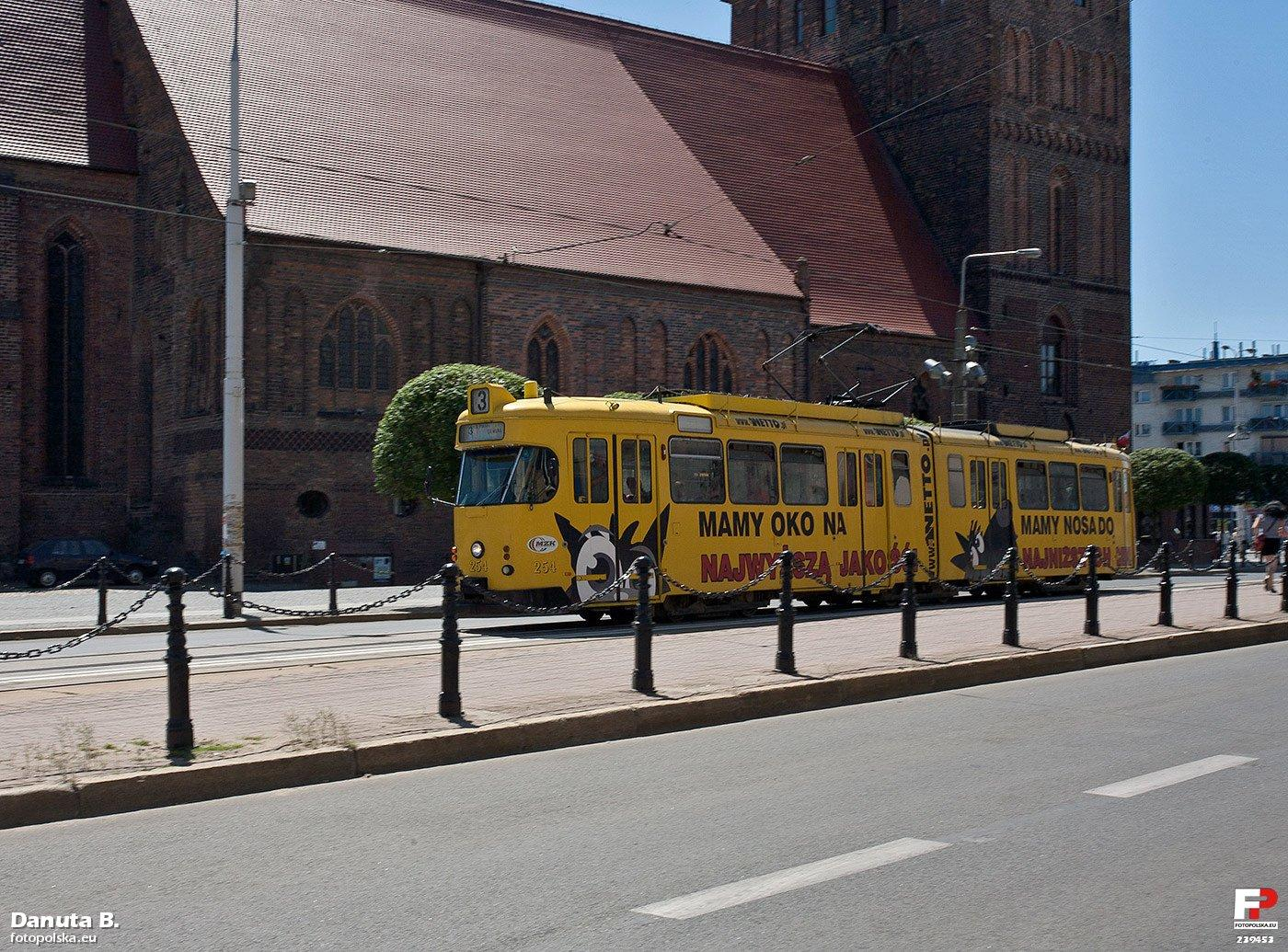
Tw 254 (ehemals 307)
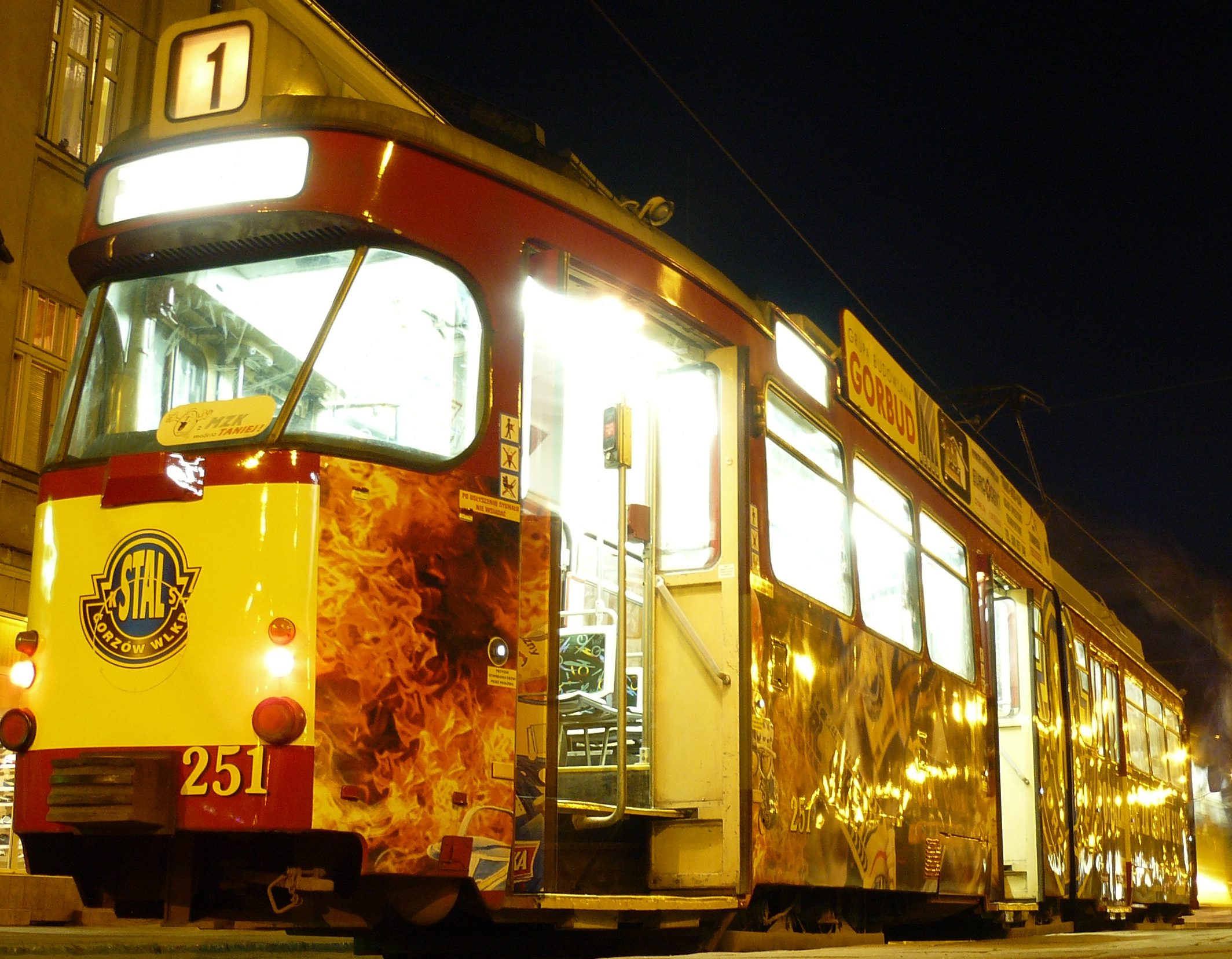
Tw 251 (ehemals 312)